# Steinberg am Rofan
Steinberg am Rofan är en ort och kommun i distriktet Schwaz i förbundslandet Tyrolen i Österrike.